# Simfonia núm. 8 (Vaughan Williams)
La Simfonia núm. 8 en re menor de Ralph Vaughan Williams va ser composta entre 1953 i 1955. John Barbirolli, el seu dedicat, va dirigir la primera actuació amb l'⁣Orquestra Hallé al Kings Hall de Manchester, el 2 de maig de 1956. És la més curta de les nou simfonies del compositor, i té un to majoritàriament alegre i optimista.

## Origen i primeres actuacions
A mitjans de la dècada de 1950, Vaughan Williams, amb vuitanta anys, era considerat el gran vell de la música anglesa, encara que no li agradava el terme. Entre 1903 i 1952 havia compost set simfonies, i el 1953 en va començar a dibuixar una altra. El progrés es va veure alentit per la seva estreta agenda, incloent-hi un llarg període de conferències i direcció als EUA durant la segona meitat de 1954, però el gener de 1955 la simfonia estava substancialment completa. Mentre estava en les etapes finals de la composició, el compositor i la seva dona van anar a una actuació de Turandot al Covent Garden, en la qual Vaughan Williams es va fascinar pels gongs afinats àmpliament utilitzats a la partitura de Puccini, i els va afegir a la ja gran secció de percussió necessària per a la simfonia.
L'obra no va ser escrita per encàrrec, però John Barbirolli, director en cap de l'⁣Orquestra Hallé, va demanar a Vaughan Williams una nova peça, i el compositor li va oferir la simfonia. El director i l'orquestra van oferir al compositor una presentació privada de l'obra el febrer de 1956, i l'estrena estava programada a Manchester pel maig. El compositor va inscriure el manuscrit, "For Glorious John, with love and admiration from Ralph" i la partitura publicada s'encapçala "Dedicated to Sir John Barbirolli".
La primera actuació va ser a càrrec de la Hallé, dirigida per Barbirolli, al Kings Hall de Manchester el 2 de maig de 1956. Va ser gravada per la BBC i posteriorment publicada en disc. La mateixa orquestra i director van fer l'estrena de Londres al Royal Festival Hall el 14 de maig.

## Música
Les simfonies anteriors de Vaughan Williams o bé tenien títols (A Sea Symphony, A London Symphony, Pastoral Symphony, Sinfonia antartica) o es van publicar com a Simfonia en fa menor, en re major i en mi menor. Els d'aquest últim grup es coneixien àmpliament com les Simfonies núms 4, 5 i 6, però Vaughan Williams ho va desaprovar: "Mai he posat números a les meves simfonies i no vull començar ara". Al final, el nou treball va ser publicat, per la Oxford University Press, com "Symphony No 8 in D minor".
La vuitena és la més curta de les nou simfonies de Vaughan Williams, una actuació típica dura poc menys de mitja hora.

### Estructura
La simfonia està escrita per a una orquestra amb seccions convencionals de vent fusta, metall i cordes (ampliades amb una arpa addicional) però una secció de percussió augmentada.
- Vent fusta: dues flautes (segon doblant flautí), dos oboès, dos clarinets (en si ♭), dos fagots
- Metall: dues trompes (en fa), dues trompetes (en si ♭), tres trombons
- Percussió: timbales, vibràfon, triangle, glockenspiel, tambor lateral, plats, campanes tubulars, gongs afinats, bombo, xilòfon, celesta
- Cordes: dues arpes i cordes

#### 1. Fantasia
El moviment inicial, en re menor, té el subtítol Variazioni senza tema – variacions sense tema. El crític i musicòleg Michael Kennedy escriu que el moviment es troba "entre els més altament i hàbilment organitzats" que va escriure Vaughan Williams, "amb un material temàtic ric i divers". Tal com va assenyalar el compositor, el moviment es pot analitzar en termes de forma sonata tradicional, amb l'obertura moderato recapitulada lliurement com a sisena secció allegro vivace, i la tercera secció de forma coral com a setena largamente.
Hi ha tres motius principals, tots estretament relacionats: dues quartes ascendents per a trompeta, contestades pel vibràfon; una frase per a la flauta en un temps ràpid; i una figura descendent per a cordes. Kennedy escriu que les variacions il·lustren diverses facetes de l'estil del compositor: "La segona, presto, juga amb els tres motius; la tercera és una melodia semblant a un coral en la menor per a cordes i arpa amb un tema subsidiari per a oboè i violoncel". Els temes d'ambdues variacions i de la quarta (un allegretto en un temps de 6/8 per a oboè i clarinet) deriven del motiu inicial de la trompeta. A la cinquena variació, la figura de la trompeta s'estén per a violoncels i arpa; la sisena és més ràpida i elabora el motiu de la flauta per a fagots, violoncels i contrabaixos. A la setena variació, la melodia de la tercera és a un tempo més lent. El moviment acaba amb el motiu inicial retornant a la trompeta, amb, en paraules de Kennedy, "un final brillant en el vibràfon i les cordes".

#### 2. Scherzo alla marcia
Aquest moviment, en do menor, s'etiqueta "per stromenti a fiato" -per a instruments de vent- i només està escrit per a vent-fusta i metall. Tot i que conté 181 compassos en contraposició als 111 del moviment lent, el seu ritme ràpid el converteix en el moviment més curt de la simfonia en interpretació, normalment sonant durant menys de quatre minuts. Com el primer moviment, té tres temes principals: un per a fagots, un per a trompeta i un per a flautes i altres instruments de vent de fusta aguts. Una secció de fugato és seguida d'un trio en to pastoral, i un breu retorn de l'scherzo posa el punt final al moviment.

#### 3. Cavatina
El tercer moviment, una cavatina en mi menor, està escrita només per a cordes. Aquest moviment, en forma de rondó de cinc parts, té un caràcter meditatiu; Kennedy l'anomena "un bonic somni de la vellesa d'adéu a Tallis i larks ascending". El tema principal s'assembla a la coral tradicional que Vaughan Williams, com a editor, va incloure a l'English Hymnal com "Oh sacred head sore wended⁣". La melodia s'utilitza a la Passió segons sant Mateu de Bach, una obra propera al cor de Vaughan Williams, i va dir que la seva aparició a la simfonia va ser "una confusió en la meva ment". El tema, en mi menor, es toca als violoncels acompanyats d'acords pianissimo ocasionals i baix pizzicato⁣; el segon tema, en la ♭, el toquen els violins. L'interludi central del moviment és un episodi rapsòdic amb solo de violí, i en la recapitulació i la coda, dominada per una línia de solo de violoncel, es combinen el primer i el segon tema. El moviment es tanca tranquil·lament en mi major.

#### 4. Finale
El final en re major/re menor porta el títol de Tocata per indicar el seu caràcter virtuós i exuberant. Després d’un fort cop de gong i campana, tota l’orquestra presenta el primer tema, alternant amb el mateix tema interpretat per la percussió afinada. Un tema líric segueix, interpretat pels violins contra una figura repetitiva dels instruments de vent de fusta. A mesura que el moviment avança cap al seu clímax, la secció de percussió domina: el compositor va dir que la peça feia servir "tots els phones i spiels coneguts pel compositor".
La Vuitena és l'única de les simfonies de Vaughan Williams, a part de la Quarta, que acaba amb un final fort. Les altres tenen finals silenciosos, alguns esvaint-se fins a la indicació preferida per Vaughan Williams, niente – "res".

## Recepció de la crítica
The Manchester Guardian va informar després de l’estrena: "No és freqüent que tot el públic d'una sala de concerts anglesa s'aixequi per ovacionar, especialment després d'una obra nova", i la Vuitena ha continuat sent una de les simfonies més populars del compositor. L'any 2008, el crític musical de The Times va escriure: "Amb les seves variacions enginyoses en cerca d’un tema, el seu scherzo viu i la seva toccata plena de sorpreses, la simfonia sona com l’obra d’un home jove en el punt àlgid de les seves facultats".
Després de l’estrena als EUA, el crític Edwin H. Schloss va qualificar la simfonia com a "una obra d’originalitat estimulant — música amb frescor, exuberància i calidesa", l'scherzo com a "vital, xerrameca i ple d'un humor deliciós" i la cavatina com a "música d’una gran bellesa lírica". Schloss va informar que l’obra va ser rebuda "amb una torrentada d’aplaudiments". Quan Ormandy i l'orquestra van portar l'obra a Nova York, Douglas Watt va trobar-la "lluminosa, animada, perfectament construïda i captivadora". El New York Music Critics' Circle va nomenar-la la millor nova simfonia de l'any. En revisar la primera gravació publicada de l'obra, el crític Harold C. Schonberg va concloure que Vaughan Williams "podria ben ser el simfonista principal del moment".
Entre les valoracions del segle XXI, el Grove Dictionary of Music and Musicians (2001) diu de la peça:
| « | La Vuitena, en re menor, té una lleugeresa de cor comparativa i una capacitat per a l'humor, però aquestes qualitats es combinen amb tristesa i angoixa, fins i tot en el final sorollós; les al·lusions melòdiques a Holst i Bach suggereixen que un fil de record per als caiguts de la Primera Guerra Mundial, i per als amics absents en general, recorre tota l’obra. | » |